# Gorenje Dole (gmina Krško)
Gorenje Dole – wieś w Słowenii, w gminie Krško. W 2018 roku liczyła 3 mieszkańców.